# 東大門市場
東大門市場（トンデムンいちば）は、大韓民国ソウル特別市、漢江の北に位置する繁華街である。南大門市場と並ぶソウル二大市場の一つ。
ソウル市内にある四大門の一つ興仁之門（東大門）の西側に位置しているが、広蔵市場、東大門市場、新平和市場、東平和市場、興仁市場、第一平和市場、光煕市場などから構成される。「Hello apM」「斗山タワー」や「ミリオレ」などのファッションビルが立ち並ぶ。
卸売市場が中心のため、深夜まで営業され、口頭で価格交渉を行う独特のスタイルで取引を行う店が多い。市場は小売としての機能のほかに地方都市からの買い付けに対する問屋としての機能も持つため、高速バスの運行時間に合わせ夕方から翌朝にかけて営業する。
近代的なビルと雑多な屋台がコントラストを描いているが、李明博前大統領が市長時代に、清渓高架道路となっていた蓋が撤去され、清渓川河岸は整備され、市民の憩いの場となっている。
東大門運動場が隣接していたが、現在は東大門歴史文化公園となっている。

## 各市場について
- 東大門市場
  - 地下鉄1号線・鐘路5街駅の周囲に衣料品、日用品、雑貨品、寝具品などの専門店が立ち並ぶ。

- 東大門総合市場
  - 地下鉄1・4号線・東大門駅の目の前に位置する。生活用品や布地を取り扱う店舗が犇いている。

- 広蔵市場
  - 地下鉄1号線・鐘路5街駅の西側に位置する。食料品店やチマチョゴリ用の布地を扱う店が多く立ち並んでいる。

- 平和市場
  - 東大門総合市場の近くに位置する。書店（古本が中心）や洋服を取り扱う店が多い。

- その他
  - 地下鉄1・4号線・東大門駅の東側にも『第一平和市場』『光煕市場』『中央市場』があり、衣料品や雑貨品などを扱う店舗が揃っている。

- 日本版
  - 2000年9月、渋谷パルコに東大門市場として開店。韓国の東大門市場で洋服の販売企画などをしているメーカーがブース毎に出店し、衣料品やアクセサリ等を販売。店員とは値段交渉が出来るなど本場を模した造りとなっており、一時は大阪や福岡にも拡大したが、現在はいずれも閉店。渋谷店は2002年1月に閉店した。

## 交通
- 鉄道
  - ソウル交通公社1号線・4号線…東大門駅
  - ソウル交通公社1号線…鐘路5街駅